# Dexter (szarvasmarha)

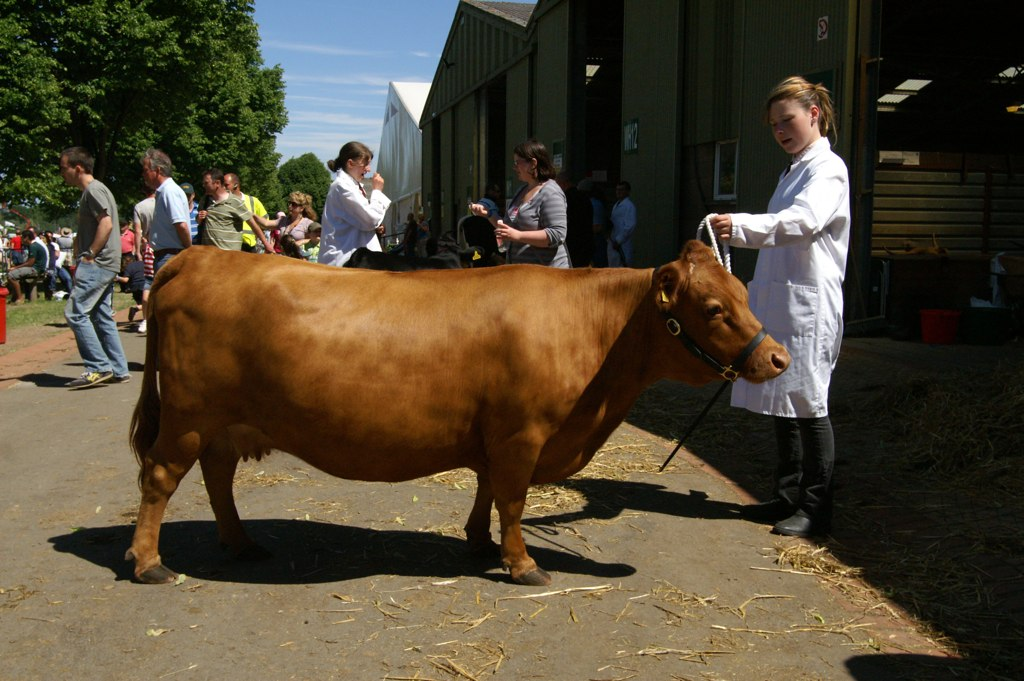
Vörös színű Dexter tehén

A Dexter szarvasmarha a legkisebb méretű európai szarvasmarhafajta, körülbelül feleakkora, mint a Hereford marha és egyharmada a Holstein-fríz méretének. Ritka fajta, de a 21. század elején tenyésztése újra felfelé ível.

## Története
A fajta tenyésztése Írország délnyugati részén kezdődött. Az 1840-es években Kerry grófságban egy Dexter nevű tenyésztő a legjobb kelta hegyi marhákat keresztezte jól tejelő fajtákkal, így hozta létre a fajtát. Írországból került Angliába és Ausztráliába 1882-ben. Később Írországból gyakorlatilag eltűnt, de Angliában néhány tisztavérű csordában fennmaradt.
A 19. században a kistermelők tehenének számított, mert a ház mellett jól lehetett tartani és kielégítette a családi szükségleteket a tejtermeléssel és évente egy borjúval a hús termelés terén. Tipikusan kettős hasznosítású fajta.

## Leírása
A Dexter kicsi, de robusztus megjelenésű marha, a tehén súlya 270-320 kg körül van, a bikáé 450 kg körül. Testük széles, hátsó felük kerek. Színük általában fekete, néha sötétvörös vagy szürkésbarna. Általában egyszínűek, néha fordul elő rajtuk kis fehér folt. Szarvuk kicsi és vastag, kifelé nő és előre görbül.
Könnyen tenyészthető fajta, a bikák jól ugranak és a tehenek hamar termékenyülnek meg. 13-15 hónaposan lesznek ivarérettek, de végleges méretüket 28-30 hónaposan érik el. 16-18 éves kort érnek meg és átlagosan 15-16 borjat nevelnek fel. Az angol feljegyzések szerint egy tehén 49évet ért meg és 29 egészséges utódot nevelt fel. Igénytelen, szívós állat, a tehenek könnyen hozzák világra átlagosan 20-24 kilogrammos borjaikat. Erős az immunrendszerük, nem hajlamosak tőgygyulladásra.
A Dexterek-tehenek nagyon jó gondoskodó anyák, a kicsiny borjúk mellett a nagyobbat is maguk alá engedik és ápolják őket. Családcentrikusak, a csordában van mindig 1-2 „felelős soros” aki a borjakra figyel, míg a többiek nyugodtan a legelésre koncentrálhatnak. Néha még az apa bikára is sor kerül. Az újszülött kisborjút az egész csorda köszönti, kíváncsian körbe állnak az új jövevény mellett, mindegyikük végigszimatolja, így integrálják a csordába.
Mostanáig a kergemarha-kór egyetlen esete sem fordult elő ennél a fajtánál.

## Tartása
Nem igényes, takarmányozása és tartása egyszerű. Nem igényli az intenzív takarmányozást, jól megélnek a kopár hegyvidékeken csakúgy, mint a termékeny réteken. A meredek lejtőkön csúszás nélkül biztonságosan és óvatosan legelnek, úgy, hogy a gyepet nem rongálják; alkalmasak a táj fenntartására, mivel kis súlyuk ideális a nedves legelőkön és a bokrosodást is megakadályozzák.
Télen is jól tudják védeni magukat a zord időjárással szemben. A legjobban 0-20 fok között érzik jól magukat. A viharos szelet és a tartós zuhogó esőt nem szeretik.
Egy tehén télen 6 kg szénát fogyaszt naponta, és más takarmányra csak csalinak van szükség. Más fajtákkal is gond nélkül együtt tartható, de nagyobb testű társaikkal szemben ősi ösztönből fakadóan dominánsan viselkednek. Egy hektár legelőn 4-5 állat tartható. A Dexter tehenek először 2 évesen ellenek, és általában több mint 14-16 éves korig tartják őket tenyésztésben.

## Hasznosítás
Kettős hasznosítású fajta, tej és hús hasznú. Méretéhez képest kiváló a tejtermelésük, 2-3 borjú táplálásához elegendő tejet termelnek, 2500-3000 kg-ot évente, ez átlagosan napi 8-10 litert jelent, 4,3-4,5% zsírtartalommal.
A bikák 18-20 hónaposan vágásérettek, ekkora körülbelül 350-450 kg-ot nyomnak.
A Dexter húsa minőségében az egyik legjobb marhahús. Intenzív vörös színe van, a vadhúshoz hasonló, ízes és omlós. A hús rostos, alacsony zsírtartalmú, finoman márványozott és kiváló ízű, koleszterinszegény, zsírszegény, Omega-3 és Omega-6 zsírsavakban gazdag, magas proteintartalmú.
Hátránya a fajtának, hogy lassan fejlődnek és kis testűek. A családi ház melletti tartásra viszont nagyon alkalmas.